# Telepiù
 (juillet 2025).
Si vous disposez d'ouvrages ou d'articles de référence ou si vous connaissez des sites web de qualité traitant du thème abordé ici, merci de compléter l'article en donnant les références utiles à sa vérifiabilité et en les liant à la section « Notes et références ».
Telepiù désigne un réseau italien de chaînes de télévision à péage fondé le 9 coût 1990 par Silvio Berlusconi, Vittorio Cecchi Gori et Leo Kirch ainsi que d'autres fonds participant au capital. Le bouquet payant italien Telepiù est lancé en numérique à la fin de l'année 1995 suite à l'acquisition de la société éditrice par Johann Rupert, magnat sud africain.
Telepiù est l'éditeur de la chaîne Tele+1 initialement lancée en clair et gratuite par satellite. 
À partir de 1997, Telepiù commercialise par satellite une offre numérique comprenant deux chaînes terrestres payantes analogiques Tele+1 et Tele+2 devenues Tele+ Nero et Tele+ Bianco, principalement axées sur le cinéma et le sport et son bouquet payant Telepiù Satellite renommé ultérieurement TELE+ Digitale, diffusant notamment les chaînes Telepiù ainsi que Discovery Channel, MTV Europe, Eurosport, Cartoon Network, Disney Channel, BBC World et CNN International.
Le groupe Canal+ décide de revendre ses filiales étrangères au début de l'année 2003, en raison de médiocres résultats financiers et commerciaux ; la société est dès lors vendue au magnat australo-américain Rupert Murdoch, fondateur de Sky Television. Le bouquet est fusionné avec le bouquet « Stream TV » pour former Sky Italia.